# Иванов, Павел Петрович (Герой Советского Союза)
Павел Петрович Иванов (7 декабря 1921, Верхние Секачи, Витебская губерния — 12 февраля 1945, Польша) — Герой Советского Союза, командир миномётной батареи 272-го гвардейского миномётного полка (6-й гвардейский танковый корпус, 3-я гвардейская танковая армия, 1-й Украинский фронт), гвардии лейтенант.

## Биография
Родился 7 декабря 1921 года в деревне Верхние Секачи (ныне — Велижского района Смоленской области) в семье крестьянина. Русский. После 7 класса поступил в Ленинградский лесотехнический техникум, но закончить его не смог. Нужно было помогать семье, и Павел вернулся на родину. Работал секретарём Велижского народного суда.
В октябре 1939 года добровольно ушёл в Красную Армию. Обучался в школе младших командиров, а затем в Телавское миномётно-артиллерийское училище, которое Иванов оккончил в 1941 году.
Участник Великой Отечественной войны с первого дня. В районе Смоленска попал в окружение и ушёл к партизанам. Зимой 1941 года его отряд соединился с войсками Красной Армии, и лейтенант Иванов снова сражался на фронте. Почти всю его семью — отца, брата, жену и двух сестёр — фашисты расстреляли в феврале 1942 года.
Член ВКП(б) с 1944 года. Командир батареи гвардейских миномётов («катюш») лейтенант Иванов воевал на Западном и Калининском фронтах, под Воронежем и на Днепре. С октября 1943 года участвовал в боях за освобождение Украины.
С начала ноября 1943 года колонна «катюш» двигалась вместе с танками 3-танковой армии, наступающими на Киев. 6 ноября у окраины села Заборье (Киево-Святошинский район Киевской области) батарея гвардии лейтенанта Иванова была внезапно атакована противником: свыше батальона пехоты при поддержке дивизиона самоходных орудий. Прямо с марша «катюши» открыли огонь. Залп реактивных миномётов разметал наступающие цепи пехоты, поджёг самоходное орудие. Но чтобы произвести новый залп, нужно время, а гитлеровцы начали атаку. Командир батареи организовал круговую оборону. Гвардейцы отбили несколько контратак фашистов. Когда враг подошёл совсем близко, поднял бойцов в атаку. В рукопашной схватке советские воины уничтожили до роты гитлеровцев и 10 вражеских солдат взяли в плен. В это время в подошли советские танки, и исход боя был предрешён.
Представлен к награждению званием Героя Советского Союза за мужество и отвагу, проявленные при освобождении от захватчиков города Киева. Указом Президиума Верховного Совета СССР «О присвоении звания Героя Советского Союза офицерскому и сержантскому составу артиллерии Красной Армии» от 9 февраля 1944 года за «образцовое выполнение боевых заданий командования на фронте борьбы с немецкими захватчиками и проявленные при этом отвагу и геройство» с вручением ордена Ленина и медали «Золотая Звезда» (№ 2470).
12 февраля 1945 года в Польше Иванов погиб. Похоронен в городе Болеславец (Польша).

## Награды
- Награждён также орденом Отечественной войны 2 степени.